# Zygaena centaureae
Zygaena centaureae is een vlinder uit de familie bloeddrupjes (Zygaenidae). De wetenschappelijke naam is voor het eerst geldig gepubliceerd in 1832 door Fischer de Waldheim.
De soort komt voor in Europa.